# Богомолов, Валерий Николаевич
Вале́рий Никола́евич Богомо́лов (род. 8 января 1951, Архангельск, СССР) — российский политический деятель, дипломат, аудитор Счётной палаты, депутат Государственной Думы четвёртого (2003—2007) и пятого (2007—2011) созывов (фракция «Единая Россия»).

## Биография
Родился 8 января 1951 года в Архангельске. После школы поступил в Вологодский государственный педагогический институт (специальность — «История и обществоведение»), который окончил в 1972 году.
В 1972—1973 годах работал учителем истории в Захаровской восьмилетней школе (д. Захарово, Кичменгско-Городецкий район, Вологодская область).
В 1973 году был призван в армию, где в связи со своей комсомольской деятельностью последовательно получил звания младшего сержанта, сержанта и наконец — старшины. После прохождения военной службы, с 1974 по 1975 год работал заместителем директора по учебной работе Югской средней школы (п. Югский, Кичменгско-Городецкий район, Вологодская область). После этого учился в аспирантуре ВГПИ, окончив её в 1981 году.
С 1981 по 1986 годы преподавал на кафедре всеобщей истории в Череповецком государственном педагогическом институте.
В 1986—1988 годах работал научным сотрудником ИНИОН Академии наук СССР.
В 1988 году начинает свою дипломатическую карьеру. С 1988 года становится Третьим секретарём Посольства СССР в Берлине, а в 1991 году — Вторым секретарём Посольства России в Берлине.
В 1992 году уволился с дипломатической службы и вернулся в Москву, где до 1996 года работал старшим преподавателем кафедры теории и практики государственного регулирования рыночной экономикой Российской академии государственной службы при Президенте Российской Федерации.
С 1996 года работал собственным корреспондентом газеты «Трибуна» в Венгрии.
С 2002 года начал политическую карьеру, последовательно занимая должности:
- советника Председателя Совета Федерации Федерального Собрания Российской Федерации (2002—2003).
- начальника Управления кадров и государственной службы Аппарата Совета Федерации Федерального Собрания РФ (2002—2003)
- Секретаря Генерального совета партии «Единая Россия» (2003—2004)
- Секретаря Президиума Генерального совета партии «Единая Россия» (2004—2005)

С 2003 года избирается депутатом Государственной Думы РФ. Тогда же становится Председателем Попечительского совета Всероссийского конкурса экономического развития России «Золотой рубль» и Председателем Попечительского совета благотворительного фонда «Дети — наша надежда» — проектов Национальной корпорации экономического развития России (НКЭР).
Свободно владеет немецким и венгерским языками. Женат, имеет двоих детей.
В 2011 году назначен аудитором Счётной палаты Российской Федерации.

## Политическая деятельность
Политической деятельностью начал заниматься, ещё будучи комсомольским активистом ВГПИ. В 1971 году стал членом КПСС. Во время службы в армии в 1973—1974 годах являлся секретарём комсомольской организации полка, дислоцированного в Ленинградской области. Однако после окончания службы в армии партийной карьеры не делал и вплоть до запрета КПСС никаких высоких партийных должностей не занимал. Вместе с тем педагогическая, научная и дипломатическая деятельность в советские годы требовала высокой идеологической подготовки. Мало того, в годы работы в ИНИОН В. Богомолов, по своим воспоминаниям, был по сути «техническим сотрудником борьбы с идеологическим противником».

После распада Советского Союза активной политической деятельностью не занимался. Возобновил политическую деятельность лишь с июня 2002 года, когда стал советником председателя Совета Федерации С. М. Миронова. В октябре 2002 года переведён на должность начальника Управления кадров и государственной службы Аппарата Совета Федерации Федерального Собрания РФ, занимая этот пост до апреля 2003 года.

В это же время он принимает непосредственное участие в создании партии «Единая Россия» и с марта 2003 года становится Секретарём её Генерального Совета. В ноябре 2004 года, в связи с реорганизацией партии, становится секретарём Президиума Генерального Совета «Единой России», проработав в этой должности до 22 апреля 2005 года.

С декабря 2003 года становится депутатом Государственной Думы, где представляет Вологодскую область. Как опытный дипломат, стабильно занимался преимущественно вопросами отношений с зарубежными государствами. Является членом Комитета по международным делам и Комиссии по противодействию коррупции. Помимо этого В 2003—2007 годах являлся Первым заместителем руководителя фракции «Единая Россия» в Государственной Думе РФ.

Наиболее известной законодательной инициативой В. Н. Богомолова является законопроект о введении нового государственного праздника — Дня народного единства (4 ноября) — и отмене празднования Дня конституции (12 декабря) и Дня согласия и примирения (7 ноября). Данный законопроект был вынесен им на рассмотрение 23 ноября 2004 года совместно с депутатами О. В. Еремеевым («Единая Россия») и В. В. Жириновским (ЛДПР).

В настоящее время В. Богомолов имеет чин действительного государственного советника РФ второго класса. Награждён Орденом Александра Невского (2024), Орденом Дружбы (2006) и Орденом Петра Великого (2006).

## Интервью и публикации
- «Как нам обустроить АвтоВАЗ» // Российская газета. — 2009. — 21 мая. — № 4914(90)
- «У лжи недолгий век» // Парламентская газета. — 2008. — 3 октября. — № 61
- «Чем легче дают обещания, тем легче их не исполнять» // Парламентская газета. — 2008. — 10 апреля. — № 24-25
- «Не деньгами едиными» // «Гудок». — 2007. — 27 ноября.
- «Покушаются на памятники — целят в Россию» // Официальный сайт «Единой России», 16 мая 2007 года. (недоступная ссылка)
- «Я сказал: „Давайте попробуем!“» // Северный Комсомолец. — 2007. — 9 февраля. — № 4.
- «Мы не позволим власти „вариться в собственном соку“ (интервью в г. Архангельске 19 апреля 2005 года)
- Интервью для ИА „Северинформ“, 7 февраля 2005 года.
- „Единую Россию“ пытаются „приватизировать“ местные власти» // Независимая газета. — 2004. — 5 октября.
- Интервью программе «ТВЦ События», 29 сентября 2004 (недоступная ссылка)
- «Жёсткий, адекватный ответ террористам должен быть неотвратим» // Известия (московский выпуск). — 2004. — 10 сентября.
- «В России нет партий, в которых не участвует власть» // Политический журнал. — 2004. — 15 июня. — № 23.
- «Любая партия может быть создана, если к её созданию привлечена власть» // Известия. — 2004. — 19 апреля
- Интервью для ИА «Северинформ», 2 декабря 2003 года.